# Hosted Buyer
Ein Hosted Buyer (deutsch: bewirteter Käufer) ist ein besonders betreuter Kunde. Das Prinzip eines Hosted-Buyer-Programms auf Messen besteht aus der gezielten Einladung und Betreuung von Kunden oder Besuchern seitens des Messeveranstalters; so werden z. B. Anreise per Flug oder Bahn sowie Hotelübernachtung vom Messeveranstalter gezahlt. Im Gegenzug ist jeder einzelne Hosted Buyer verpflichtet, auf der Messe eine bestimmte Anzahl an Terminen mit Ausstellern zu tätigen.